# Juan Pablo Suárez
Juan Pablo Suárez Suárez (nascido em 30 de maio e 1985) é um ciclista colombiano que compete na categoria Continental para a equipe EPM Une-Area Metropolitana.
Na pista, ele ganhou medalhas de ouro no Campeonato Pan-Americano de Ciclismo em 2009 na corrida por pontos, e em 2010 por equipes.